# Державний оператор тилу
ДП «Державний оператор тилу» (DOT) — державна агенція, що забезпечує тилові потреби Збройних сил України.

## Історія
1 грудня 2023 року. Державний оператор тилу офіційно розпочав роботу. DOT - головний продукт реформи закупівель, розробленої та імплементованої проєктною командою Офісу підтримки змін Міністерства оборони України. Реформа закупівель мала на меті розділення функцій вироблення та реалізації політики.
24 листопада 2023 року Кабінет Міністрів ухвалив фінальну постанову для роботи «Агенції закупівель у сфері оборони» під назвою «Деякі питання формування статутного капіталу державного підприємства Міністерства оборони України», що затвердила порядок використання коштів для створення статутного капіталу та початку повноцінної роботи ДП.
27 листопада 2023 року Міністерство оборони України наказом №706 «Про внесення змін до Статуту державного підприємства Міністерства оборони України "Агенція закупівель у сфері оборони» затвердило оновлений статут ДП. На підставі наказу Міністерства оборони України від 06.02.2024 №87 внесено зміни щодо найменування державного агенція та визначено назву — Державне підприємство Міністерства оборони України «Державний оператор тилу».
11 жовтня 2024 року Кабінет Міністрів погодив призначення кандидатів на посади членів наглядових рад закупівельних агенцій Міноборони — «‎Агенції оборонних закупівель»‎ та «‎Державного оператора тилу»‎. Від представників держави в ДОТ призначили: Надію Бігун та Юлію Марушевську.
27 грудня 2024 року ДОТ отримав сертифікат про відповідність системи управління інформаційною безпекою міжнародному стандарту ISO/IEC 27001. 

## Нормативно-правова база
Державний оператор тилу (раніше «Агенція закупівель у сфері оборони») належить до сфери управління Міністерства оборони України.
Державний оператор тилу визначено одержувачем бюджетних коштів на виконання бюджетної програми КПКВК 2101020 «Забезпечення діяльності Збройних Сил України, підготовка кадрів і військ, медичне забезпечення особового складу, ветеранів військової служби та членів їхніх сімей, ветеранів війни» постановою Кабінету Міністрів України від 03.11.2023 № 1142.
Наказом Міністерства оборони України від 02.12.2023 № 716/нм «Про уповноваження державного підприємства Міністерства оборони України „Агенція закупівель у сфері оборони“ на виконання функції служби державного замовника у сфері оборони» Державний оператор тилу уповноважено на здійснення оборонних закупівель та укладення державних контрактів (договорів) на закупівлю товарів, робіт і послуг у частині доведеного переліку та обсягу закупівель товарів, робіт і послуг:
- за бюджетною підпрограмою 2101020/3 «Тилове забезпечення (окрім закупівлі пально-мастильних матеріалів)» бюджетної програми КПКВК 2101020;
- за бюджетною підпрограмою КПКВ 2101020/19 «Закупівля пально-мастильних матеріалів» бюджетної програми КПКВК 2101020.

## Керівництво
| # | Генеральний директор Державного оператора тилу | Розпочав роботу  | Звільнено з посади |
| - | ---------------------------------------------- | ---------------- | ------------------ |
| 1 | Жумаділов Арсен Куатович                       | з 30 жовтня 2023 | -                  |

## Політики доброчесності
Антикорупційна інфраструктура Державного оператору тилу ґрунтується на міжнародному стандарті ISO 37001:2016.
Антикорупційні інструменти наскрізно вбудовані в усі процеси DOT:
- перевірка команди на доброчесність
- Due diligence постачальників
- комплексні навчальні заходи та тренінги для команди
- управління подарунками та гостинність
- управління конфліктом інтересів
- автоматизація процесів та мінімізація людського фактору
- управління корупційними ризиками

Державний оператор тилу працює за затвердженою Антикорупційною програмою 2023-2025 років.
Повідомити про можливе порушення співробітниками або постачальниками DOT вимог антикорупційного законодавства чи етичних норм можна на сайті державної агенції.